# Estadio Huachipato-CAP Acero
El Estadio Huachipato-CAP Acero, denominado hasta 2015 como Estadio CAP, es el estadio del equipo de fútbol chileno Huachipato. Se ubica en la comuna de Talcahuano, en el Gran Concepción, Región del Biobío. Destaca por ser construido por iniciativa de privados, a diferencia de la red de estadios Bicentenario en Chile. Tras su inauguración, fue considerado uno de los más modernos de Chile en su época.
Su construcción se inició en julio de 2008, tras la demolición del antiguo Estadio Las Higueras, propiedad del mismo club. El estadio sería finalizado e inaugurado en 2009.
La gestión administrativa, económica y logística del estadio estuvo a cargo del entonces presidente del Club Deportivo Huachipato, Arturo Aguayo Ríos, el gerente general Cristian Carrasco Zunino y el jefe de proyecto Víctor Bustos. Por parte del Grupo CAP, empresa dueña de la Siderúrgica Huachipato y en aquella época, dueña del club, ejerció como gerente general Jaime Charles, en la época de planificación e iniciación del proyecto.

## Características
El estadio Huachipato-CAP Acero está construido al estilo de los estadios del futbol inglés,contando con cuatro tribunas, techado íntegramente y estando dotado de dos marcadores electrónicos.
Posee 6 torres de iluminación con 48 focos cada una, totalizando 288 focos, generando 1.400 lux a máxima potencia, 200 lux más que lo exigido por norma FIFA.
El recinto cuenta con comodidades como cafeterías, servicios higiénicos, 300 estacionamientos y tiendas con artículos deportivos y salas de televigilancia.
El estadio cumple con estándar FIFA y posee palcos VIP. Cuenta con capacidad para 11 400 espectadores distribuidos en:
- Tribuna Pacífico Numerada: 484 butacas.
- Tribuna Pacífico General: 1.488 butacas.
- Tribuna Andes Numerada: 1.240 butacas.
- Tribuna Andes General: 3.520 butacas.
- Galería Norte: 2.124 ubicaciones.
- Galería Sur: 2.124 ubicaciones.
- Tribuna Oficial: 340 butacas.
- Persona en situación de discapacidad : 20 ubicaciones.
- Prensa: 160 personas.

## Inauguración
La inauguración no oficial (experimental) se dio el 27 de septiembre del 2009 entre el partido de Huachipato y Everton por la Fecha 12 del Torneo de Clausura de ese año, que acabó con victoria de dos goles contra uno de la escuadra visitante.
La inauguración oficial del estadio se realizó el 4 de noviembre de 2009, donde se efectuó un partido amistoso entre la selección chilena y la selección de Paraguay, terminando el encuentro con el marcador de 2 a 1 para la selección chilena.
El 9 de diciembre de 2012, el estadio Huachipato-CAP Acero acogió la final de vuelta del Torneo de Clausura 2012, disputada entre el local Huachipato y la Unión Española, ocasión donde el título de campeón caería por segunda vez en el cuadro acerero, tras vencer por 3-1 al elenco santiaguino en el tiempo reglamentario, forzando la definición a penales, al igualar el marcador global, con anotaciones de Daniel González en dos ocasiones y el tercer gol siendo convertido por Manuel Villalobos. En la tanda de penales, resultaría ganador el cuadro local por 3-2, siendo Omar Merlo el encargado de darle la segunda estrella de su historia al cuadro siderúrgico al convertir el penal definitorio para Huachipato.
El 8 de diciembre de 2023, el estadio Huachipato-CAP Acero volvería a ser escenario de un título del cuadro acerero, tras derrotar por 2-0 a Audax Italiano en el encuentro válido por la fecha 30 de la Primera División de Chile 2023 con goles de Cris Martínez y Maximiliano Rodríguez, que sumado a la derrota en simultáneo de Cobresal ante Unión Española en el Estadio Santa Laura, dieron la tercera estrella a Huachipato en su historia.
Y, En 2024, Este Estadio Acogeria La Tercera Vez Del Club Deportivo Huachipato En La Copa Libertadores. 

## Primer partido
| 27 de septiembre de 2009, 16:00 | Huachipato       | 1:2 (0:1) | Everton                    | Estadio CAP, Talcahuano                                  |                                                          |
|                                 | Monje 70' (pen.) |           | Riveros 38' · Carranza 80' | Asistencia: 7.025 espectadores Árbitro(s): Enrique Osses | Asistencia: 7.025 espectadores Árbitro(s): Enrique Osses |

## Inauguración oficial
| 4 de noviembre de 2009, 21:15 horas TV: Canal 13 y CDF Premium | Chile                        | 2:1 (0:0) | Paraguay   | Estadio CAP, Talcahuano                                     |                                                             |
|                                                                | González 73' · Paredes 90+1' |           | Cabral 69' | Asistencia: 10 500 espectadores Árbitro(s): Héctor Baldassi | Asistencia: 10 500 espectadores Árbitro(s): Héctor Baldassi |

## Primer título de Huachipato en el estadio Huachipato-CAP Acero
| 9 de diciembre de 2012, 18:00 | Huachipato                                                  | 3:1 (2:1) (3 – 2 p.)       | Unión Española                                | Estadio CAP, Talcahuano                                 |                                                         |
|                               | González 37' 43' · Villalobos 88'                           |                            | Currimilla 18'                                | Asistencia: 9.026 espectadores Árbitro(s): Claudio Puga | Asistencia: 9.026 espectadores Árbitro(s): Claudio Puga |
|                               |                                                             | Tiros desde el punto penal |                                               |                                                         |                                                         |
|                               | Rodríguez · Villalobos · González · Cortés · Aceval · Merlo |                            | Vecchio · Jaime · Rubio · Díaz · Lobos · Leal |                                                         |                                                         |

| 12    | POR   | Nery Veloso       |     |
| 22    | DEF   | José Contreras    | 75' |
| 3     | DEF   | Claudio Muñoz     |     |
| 5     | DEF   | Omar Merlo        |     |
| 15    | DEF   | Nicolás Crovetto  | 57' |
| 4     | MED   | Nicolás Núñez     | 46' |
| 21    | MED   | Lorenzo Reyes     |     |
| 7     | MED   | César Cortés      |     |
| 9     | MED   | Daniel González   |     |
| 10    | DEL   | Manuel Villalobos |     |
| 17    | DEL   | Braian Rodríguez  |     |
| D. T. | D. T. | Jorge Pellicer    |     |

| 1     | POR   | Eduardo Lobos        |     |
| 18    | DEF   | Dagoberto Currimilla |     |
| 17    | DEF   | Jorge Ampuero        |     |
| 19    | DEF   | Rafael Olarra        |     |
| 16    | DEF   | Nicolás Berardo      |     |
| 2     | MED   | Braulio Leal         |     |
| 5     | MED   | Diego Scotti         |     |
| 29    | MED   | Mauro Díaz           |     |
| 11    | DEL   | Emilio Hernández     | 68' |
| 10    | DEL   | Emiliano Vecchio     |     |
| 23    | DEL   | Sebastián Jaime      |     |
| D. T. | D. T. | José Luis Sierra     |     |

| 16 | MED | Gabriel Sandoval     | 46' |
| 24 | DEF | Miguel Aceval        | 57' |
| 27 | DEF | Juan Carlos Espinoza | 75' |

| 14 | DEL | Patricio Rubio | 68' |

| Anotado | 37' | Daniel González   |
| Anotado | 43' | Daniel González   |
| Anotado | 88' | Manuel Villalobos |

| Anotado | 18' | Dagoberto Currimilla |

|                   |                | 0:1 | Anotado        | Emiliano Vecchio |
| Braian Rodríguez  | Anotado        | 1:1 |                |                  |
|                   |                | 1:1 | Fallo de penal | Sebastián Jaime  |
| Manuel Villalobos | Fallo de penal | 1:1 |                |                  |
|                   |                | 1:2 | Anotado        | Patricio Rubio   |
| Daniel González   | Fallo de penal | 1:2 |                |                  |
|                   |                | 1:2 | Fallo de penal | Mauro Díaz       |
| César Cortés      | Anotado        | 2:2 |                |                  |
|                   |                | 2:2 | Fallo de penal | Eduardo Lobos    |
| Miguel Aceval     | Fallo de penal | 2:2 |                |                  |
|                   |                | 2:2 | Fallo de penal | Braulio Leal     |
| Omar Merlo        | Anotado        | 3:2 |                |                  |

| Amonestado | 44' | Manuel Villalobos |
| Amonestado | 58' | Daniel González   |

| Amonestado | 34' | Dagoberto Currimilla |
| Amonestado | 38' | Sebastián Jaime      |

| Árbitro             | Claudio Puga    |
| Árbitros asistentes | Juan Maturana   |
| Árbitros asistentes | Rafael González |
| Cuarto árbitro      | Eduardo Gamboa  |

| 12    | POR   | Nery Veloso       |     |
| 22    | DEF   | José Contreras    | 75' |
| 3     | DEF   | Claudio Muñoz     |     |
| 5     | DEF   | Omar Merlo        |     |
| 15    | DEF   | Nicolás Crovetto  | 57' |
| 4     | MED   | Nicolás Núñez     | 46' |
| 21    | MED   | Lorenzo Reyes     |     |
| 7     | MED   | César Cortés      |     |
| 9     | MED   | Daniel González   |     |
| 10    | DEL   | Manuel Villalobos |     |
| 17    | DEL   | Braian Rodríguez  |     |
| D. T. | D. T. | Jorge Pellicer    |     |

| 1     | POR   | Eduardo Lobos        |     |
| 18    | DEF   | Dagoberto Currimilla |     |
| 17    | DEF   | Jorge Ampuero        |     |
| 19    | DEF   | Rafael Olarra        |     |
| 16    | DEF   | Nicolás Berardo      |     |
| 2     | MED   | Braulio Leal         |     |
| 5     | MED   | Diego Scotti         |     |
| 29    | MED   | Mauro Díaz           |     |
| 11    | DEL   | Emilio Hernández     | 68' |
| 10    | DEL   | Emiliano Vecchio     |     |
| 23    | DEL   | Sebastián Jaime      |     |
| D. T. | D. T. | José Luis Sierra     |     |

| 16 | MED | Gabriel Sandoval     | 46' |
| 24 | DEF | Miguel Aceval        | 57' |
| 27 | DEF | Juan Carlos Espinoza | 75' |

| 14 | DEL | Patricio Rubio | 68' |

| Anotado | 37' | Daniel González   |
| Anotado | 43' | Daniel González   |
| Anotado | 88' | Manuel Villalobos |

| Anotado | 18' | Dagoberto Currimilla |

|                   |                | 0:1 | Anotado        | Emiliano Vecchio |
| Braian Rodríguez  | Anotado        | 1:1 |                |                  |
|                   |                | 1:1 | Fallo de penal | Sebastián Jaime  |
| Manuel Villalobos | Fallo de penal | 1:1 |                |                  |
|                   |                | 1:2 | Anotado        | Patricio Rubio   |
| Daniel González   | Fallo de penal | 1:2 |                |                  |
|                   |                | 1:2 | Fallo de penal | Mauro Díaz       |
| César Cortés      | Anotado        | 2:2 |                |                  |
|                   |                | 2:2 | Fallo de penal | Eduardo Lobos    |
| Miguel Aceval     | Fallo de penal | 2:2 |                |                  |
|                   |                | 2:2 | Fallo de penal | Braulio Leal     |
| Omar Merlo        | Anotado        | 3:2 |                |                  |

| Amonestado | 44' | Manuel Villalobos |
| Amonestado | 58' | Daniel González   |

| Amonestado | 34' | Dagoberto Currimilla |
| Amonestado | 38' | Sebastián Jaime      |

| Árbitro             | Claudio Puga    |
| Árbitros asistentes | Juan Maturana   |
| Árbitros asistentes | Rafael González |
| Cuarto árbitro      | Eduardo Gamboa  |

|                                 |
| Bandera de la Región del Biobío |
| Campeón Huachipato 2.º título   |

## Segundo título de Huachipato en el estadio Huachipato-CAP Acero
| 8 de diciembre de 2023 | Huachipato                   | 2:0 (0:0) | Audax Italiano | Huachipato-CAP Acero, Talcahuano                                              |                                                                               |
| 18:00 (UTC-3)          | Martínez 69' · Rodríguez 73' | Reporte   |                | Asistencia: 8.142 espectadores Árbitro(s): Fernando Véjar VAR: Juan Sepúlveda | Asistencia: 8.142 espectadores Árbitro(s): Fernando Véjar VAR: Juan Sepúlveda |

|                                 |
| Bandera de la Región del Biobío |
| Campeón Huachipato 3.er título  |

## Segundo partido de la Selección Chilena
| 14 de noviembre de 2014 20:00 horas TV: Mega y Fox Sports Chile | Chile                                                                    | 5:0 (2:0) | Venezuela | Estadio CAP, Talcahuano                                   |                                                           |
|                                                                 | Sánchez 17' · Valdivia 45+1' · Vargas 55' · Millar 78' · Hernández 90+3' | Reporte   |           | Asistencia: 10 200 espectadores Árbitro(s): Antonio Arias | Asistencia: 10 200 espectadores Árbitro(s): Antonio Arias |